# فيسنتي روخو
فيسنتي روخو (بالإسبانية: Vicente Rojo)‏ (فينتي لا هيجويرا بلنسية 8 أكتوبر 1894 - مدريد 14 أكتوبر 1966) هو جنرال إسباني، رئيس أركان الجيش الشعبي للجمهورية خلال الحرب الأهلية الإسبانية عرف بمشاركته البارزة في الدفاع عن مدريد، وكذلك التخطيط لمعركة إبرو (وشغل وقتها منصب رئيس هيئة الأركان العامة) ومعركة برونيت وأخيرًا الخطة P. بالرغم من من كونه في الجانب الجمهوري، إلا أنه عرّف نفسه بأنه كاثوليكي ورسولي وروماني. وفي نهاية الحرب، نفي إلى بلدان مختلفة: فرنسا والأرجنتين وبوليفيا. وفي سنة 1957 عاد إلى إسبانيا حيث حوكم بتهمة «المساعدة على التمرد» وفقد وظيفته العسكرية. وقد ألف العديد من الكتب المتعلقة بالسرد التاريخي للحرب الأهلية الإسبانية، فضلاً عن البيئة الاجتماعية التي أحاطت بالصراع. كان مدرسًا خلال حياته العسكرية في إسبانيا وفي المنفى.

## السيرة الذاتية

### الطفولة والأسرة
ولد فيسنتي في 8 أكتوبر في بلدة فوينتي دي لا هيغويرا الصغيرة في مقاطعة بلنسية. توفي والده إسحاق روجو غونزاليس قبل ولادته بثلاثة أشهر، تاركا زوجته دولوريس لوش دومينيك بمعاش محدود إلى حد ما من أجل الإعالة المالية لحياة الأسرة.5 وهو عند ولادته الطفل السادس للأسرة. منذ صغره تعلم وعاش تحت حماية والدته. كان والد فيسينتي رجلاً عسكريًا خدم في جيش ماوراء البحار في هافانا منذ 1876، وقد حارب سابقًا ضد الكارليين في كاتالونيا. وفي كوبا تمت ترقيته للأقدمية، وبعد ستة أعوام من الخدمة عاد إلى إسبانيا مريضًا جدًا، ورقي الترقية الأخيرة إلى ملازم بمزايا الحرب. وتوفي بسبب المرض قبل أشهر من لقاء ابنه فيسنتي. بدأت علاقة متزايدة بالحياة العسكرية. وهو الصبي الثاني من بين الإخوة الستة. حيث نشأ الشقيقان في بيئة كاثوليكية وكانت الصداقة بينهما وثيقة وودية.

### التدريب العسكري
توفت والدة فيسنتي عندما بلغ سنه ثلاثة عشر عامًا، فلم يكن لديه خيار، حيث تم تعيينه على الفور في المؤسسة العسكرية ممثلة بمدرسة داخلية تسمى مشاة الأيتام. فدخل تلك المؤسسة باعتباره يتيمًا عسكريًا. بسبب تفاقم الوضع الاقتصادي لعائلته في 1911 دخل أكاديمية توليدو للمشاة. أصابه مرض في العين اليسرى فتأخرت دراسته، ولكنه بعد ثلاث سنوات من النقاهة تعلم إخفاء مشكلة ضعف الرؤية. استطاع فيسنتي قضاء هذه السنوات الأولى بفضل التضامن المادية لإخوته الكبار. ففي إقامته الأولى بالدراسة في ألكازار دي توليدو أقام صداقات رائعة مع بعض زملائه. ويتذكره العقيد خوسيه فيلالبا ريكيلمي بأنه طالب عملي، حيث أنهى دراسته سنة 1914 برتبة ملازم ثاني بعد حصوله على المرتبة الثانية من بين 390 طالبًا متخرج من الأكاديمية. وقبلها ب 3 سنوات، أي سنة 1911 كان فرانكو قد أنهى دراسته في الأكاديمية نفسها.
كانت وجهته الأولى إلى برشلونة في يونيو 1914، ونقل إلى فوج فيرغارا 57. وقد كان وقتًا معقدًا بسبب الصراع الاجتماعي في شوارع برشلونة. كان يعيش في نفس المنزل مع شقيقه فرناندو روخو، الأكبر منه بثلاث سنوات. عمل شقيقه في شركة الغاز والكهرباء الكتالونية وتمكن من الحفاظ على وظيفته حتى بعد الحرب الأهلية. عززت فترة برشلونة تلك رابطة الأخوين. خلال هذا الوقت كان عليه أن يواجه الإضراب الكاتالوني، ومن ناحية أخرى كان عليه أن يسمع نسخ شقيقه (الذي كان على الجانب الآخر). انضم فرناندو إلى UGT خلال الحرب، على الرغم من أن هذا الموقف كان طبيعيًا أثناء الحرب للبقاء. إن الصعوبات الاقتصادية وتدني راتب فيسنتي في برشلونة (الذي يعادل 35 دورو أو 175 بيزيتا) أجبره على تقديم طلب للذهاب إلى محمية المغرب. كان مصير المغرب واعدًا، فقد منح الملك ألفونسو الثالث عشر مزايا الترقية في صفوف الجيش المتمركز هناك. من المرجح جدًا أن فيسنتي أراد أن يجرب حظه.

### الحملة الأفريقية
في 10 يناير 1915 انضم إلى فوج مشاة قرطبة رقم 10 التي تقع في الطريق بين سبتة ومليلية في المحمية الإسبانية في المغرب. في هذا المكان حقق فيه العسكري الإسباني الطموح رتب عالية في فترة زمنية قصيرة. وبعد قضاء فترة من التأقلم في فوج قرطبة في 18 فبراير، انضم إلى كتيبة رقم 9 المتمركزة في تطوان. في هذه البيئة العسكرية، شارك روخو في العديد من مجالس الدفاع، وكانت هذه المجالس نوعًا من المحاكم القانونية المكلفة بفرض الأخلاق. يبدو أن المغامرة الأفريقية لا تحقق الرضا المطلوب لروخو، فطلب نقله في 12 يوليو 1919، فنقل إلى برشلونة. ثم تزوج بتيريزا فرنانديز في مدريد في 13 مارس 1920. وبعد زواجه نقل إلى في كتيبة ألفونسو الثانية عشرة في فيتش. ثم عين مدرسا في أكاديمية توليدو للمشاة سنة 1922، وهو ما أراده لعدة سنوات. كانت أكاديمية المشاة مؤسسة تعليمية للضباط في ذلك الوقت.

### أستاذ في أكاديمية المشاة
بعد حصوله تلك الوظيفة، استقر فيسنتي روخو وزوجته في مدينة طليطلة في 1922 برتبة نقيب. وشغل في أكاديمية المشاة العديد من المناصب التعليمية والإدارية. أما المنصب التدريبي فاستمر معه عقد من الزمان. وبصفته مدرسًا فهو مسؤول عن العديد من المواد ضمن المناهج الدراسية التي قدمتها الأكاديمية. وكان أحد مسئولي الخطط الدراسية في أكاديمية سرقسطة. في هذه الفترة في الأكاديمية عندما يتعاون في تأسيس واتجاه المجموعة الببليوغرافية العسكرية، وهي مجموعة حول الموضوعات العسكرية التي وصلت إلى انتشار واسع في إسبانيا وخارجها، إلى جانب الكابتن إميليو ألامان أورتيجا. استمر هذا التعاون من سنة 1928 إلى 1936، وتمت ترجمة ما يقرب من مائة عنوان، ووصلت النسخ المطبوعة لما يقرب من مائتي ألف نسخة. كانت مجموعة الأعمال الأيديولوجية واسعة النطاق. ونشر فيسنتي روخو نفسه دراسات مثل «التوجيه والبيانات»، «التمارين على الخريطة» وغيرها.
خلال تدريسه، حدث ظرف غريب حيث اقترح طلبته تطوير تكتيك افتراضي يتألف من عبور نهر إبرة ليثبتوا أنفسهم على طريق ريوس-جرانديا، وهي عملية أعادها بعد سنوات خلال الحرب الأهلية، كان يجب أن توضع موضع التنفيذ في معركة إبرو الشهيرة في القطاع بين ميكينينثا وأمبوستا. في جانب آخر من سيرته الذاتية، أدى اهتمامه ومشاركته في تدريب الشباب أيضًا إلى تعيينه مفوضًا عامًا لتعليم المستكشفين الإسبان («الكشافة الإسبانية») في هذا الوقت (1931-1933). وقد جرت أحداث سياسية خلال إقامته في الأكاديمية، مثل مجيء الجمهورية الثانية يوم 14 أبريل 1931.
في أغسطس 1932 غادر الأكاديمية لدخول مدرسة الأركان العامة في مدريد بهدف إكمال دورة الأركان العامة، وهو دبلوم ناله سنة 1936 (بعد فترة وجيزة من ترقيته إلى مقدم). وبعد فترة وجيزة من مغادرة الأكاديمية ثار رئيسه السابق في المغرب، الجنرال سانخورخو ضد الجمهورية في مدينة إشبيلية في ما كان يسمى سانخورخادا. وبعدها بفترة أصبح رئيس أركان لواء ليون مشاة السادس عشر، فسمح له المنصب الجديد بالتحقق من حقيقة الجيش قبل الحرب الأهلية. بنفس الطريقة كان بإمكانه رؤية كيف كان الصراع المستقبلي يختمر في البيئات العسكرية، ومن وقت لآخر كانوا يدعونه إلى اجتماعات كانوا ينوون فيها إلى ثورة محتملة.

### اندلاع الحرب الأهلية
تمت ترقيته إلى رائد في 25 فبراير 1936، وعند اندلاع الحرب الأهلية في يوليو 1936، ظل مخلصًا لحكومة الجمهورية، وكان أحد الأفراد العسكريين المحترفين الذين شاركوا في إعادة تنظيم القوات الجمهورية خلال الفترة ما بعد الانقلاب. وكانت نية حكومة جيرال هي تفكيك الجيش، وفي أغسطس من تلك السنة تم إعادة تنشيط الرتب العسكرية. لا يفترض أن ولاء فيسنتي روخو قد تم التشكيك بها منذ اللحظة الأولى التي تم نقله إلى مكاتب هيئة الأركان العامة للوزارة تحت قيادة هيرنانديز سارافيا. بسبب عمليات التحرش بالعاصمة من الشمال، غادر في 24 يوليو إلى سوموسييرا للانضمام إلى طابور بقيادة أنريكو خورادو، حيث بقي في لوزويلا حتى 28 أغسطس، بعدها عاد إلى هيئة الأركان العامة. كان أول اتصال مع الميليشيات مفهوما جيدا وتم تقديره من تلك الوجهة الأولى. خلال تلك الأشهر من النشاط الكبير، كان عليهم إعادة تنظيم جيش جديد قادر على مواجهة تقدم القوات المتمردة من خلال إكستريمادورا إلى العاصمة، في تلك المحاولة أنشئت المفتشية العامة للميليشيات للسيطرة على كتائب المتطوعين. في 18 أغسطس وصلت أخبار استيلاء المتمردين على باداخوز والمذبحة التي تلتها على يد المقدم خوان ياغوي.
كانت إحدى المهام الأولى الموكلة إلى فيسنتي روخو (برفقته أحد رجال المليشيات الذي لقبه في أوراقه M.) المطالبة باستسلام ألكازار دي توليدو المحاصر في 9 سبتمبر 1936، تلك المهمة التي اقترحها لارجو كابييرو كانت بالتأكيد صعبة عليه، لأنه كان يعني العودة إلى الأكاديمية حيث كان فيها مدرسا لعقد من الزمان. وفي 8 سبتمبر كتب مجلس الدفاع طليطلة (الموجود في مكتب البريد) الرسالة التي يجب أن يقبلها موسكاردو. وكان روخو يعرف مسبقًا أن موسكاردو لن يقبل الشروط. في 9 سبتمبر في العاشرة صباحًا دخل معصوب العينين للقاء موسكاردو. كان العديد من رفاقه القدامى داخل ألكازار. كان الاستقبال في الكازار مع الجنرال موسكارو باردًا ورسميا، واستمع إلى الشروط وسمح لاحقًا لروخو بتحية زملائه السابقين. طلب من كاهن دخول المبنى حتى يتمكن من أداء خدماته الدينية في المناطق الداخلية من ألكازار. عاد روخو إلى مدريد وأبلغ لارجو كابييرو شخصياً بما حدث.
في أكتوبر 1936 تمت ترقيته إلى رتبة مقدم، حيث عين رئيس أركان قوات الدفاع، بقيادة الجنرال مياخا رئيس مجلس دفاع مدريد، للدفاع عن العاصمة بأي ثمن بعد انتقال حكومة الجمهورية إلى بلنسية. وقد أعد خطة حماية فعالة للمدينة حالت دون سقوطها. ومنذ ذلك الحين زادت شهرته بأنه منظم ومنسق ناجح. فعمله هو تنظيم وانضباطية الميليشيات أمام التقدم الفرانكوي. وتجنب الارتجال وتعزيز مقدمة التنظيمات قدر الإمكان. فأنشئ في 18 أكتوبر أول ستة ألوية مختلطة. وبدا أن تقدم القوات المتمردة نحو مدريد لا يمكن إيقافه بعد استيلائها على طليطلة في 28 سبتمبر، بعد هذا الحادث في الأسبوع الأول من أكتوبر وقعت المناوشات الأولى في ايسكاس. فطلب من روخو وقف هذا التقدم. تم تعيين الجنرال خوسيه أسينسيو تورادو لتخطيط هذه العملية. بدأ القتال في 20 أكتوبر واستمر حتى 24 من نفس الشهر. خلال التقارب اكتشف روخو مدى الفوضى في الدفاع الجمهوري، حاول تحسين الاتصالات في مدينة سيسينا لتقوية الخدمات اللوجستية. سرعان ماوجد أن بطاريات المدافع هي من عيارات مختلفة جدًا (7.5 و 6.5) وأنها لم تكن متوفرة دائما، وفي معظم الحالات كانت المستلمة 6.5 مما خلق الربكة العفوية على الجبهات، بالإضافة إلى سوء التدريب لرجال الميليشيات.. إلخ. أدرك روخو أن هناك أشياء كثيرة يجب تحسينها على خط النار، وفي هذا الوقت التقى بخوان موديستو الذي سيكونان فريقا متعاونًا. وفي 2 نوفمبر تم تعيينه رئيسًا لقسم التنظيم والتعبئة في هيئة الأركان العامة.

#### الدفاع عن مدريد
خرجت حكومة الجمهورية إلى بلنسية يوم 6 نوفمبر 1936. وقبل مغادرتها عينت الجنرال بوزاس لتولي جيش الوسط، والجنرال مياخا قائدا لمجلس دفاع مدريد، كان الشعار: «الدفاع عن مدريد بأي ثمن». واستلم فيسنتي روخو الذي كان تحت قيادة مياخا زمام الأمور. وشمل محيط الدفاع حوالي 32 - 35 كيلومترا. بدأت معركة الدفاع عن مدريد بعدما وصلت قوات الجنرال فاريلا إلى كاسا دي كامبو يوم 7 نوفمبر، حيث كان الدفاع منظما تنظيما جيدا. وصف بعض الكتاب الموقف:«إذا كان الجنرال مياخا هو صوت القيادة، فإن روخو هو الفكر والإرادة المنظمة». بدأت المعركة بهجوم من اللواء الجمهوري الثالث نحو حميرة [الإسبانية] فاجئ الجناح الأيسر لقوات فاريلا، الذي اضطر للقتال في تضاريس مشجرة، وفي الوسط فإن الجبهة راكدة. ووقعت مناوشات على الجناح الأيمن في كارابانتشيل، وفي 9 نوفمبر جرى قتال شوارع من منزل إلى منزل. وأصبح القتال أحيانا بالعراك، حتى أصبح من الصعب الإمساك بأي منطقة. وقد غادر روخو في يوم 8 الجبهة طالبا من مياخا تعزيزات على جبهة مونكلو الذي رفض بحجة حجزها لهجوم خاراما. فطلب إذنًا ليقنع بنفسه اللواء الأول من الألوية الدولية المتمركزة في سيمبوزويلوس ولكن طلبه رفض أيضا. ولكن بدءا من يوم 10 إلى 14 الشهر، أعادت هيئة الأركان العامة النظر في رفضها الأولي وبدأت التعزيزات في الوصول: لواءان دوليان (الحادي عشر والثاني عشر) وثلاثة ألوية مختلطة (الثاني والخامس والسادس).
أجليت عائلة روخو في تلك الفترة من منزلهم القريب من الجبهة في (محطة غوزمان إل بوينو) إلى منزل المخرج السينمائي لويس بونويل بالقرب من (محطة مينينديز بيلايو). فلم يكن لديه الوقت ليكون معهم، حيث كان جل وقته في هيئة الأركان العامة برفقة أقرب مساعديه. حول التوتر الذي شهدته تلك الأيام الأولى من شهر نوفمبر، كتب روخو في كتابه آنا 103. حيث كان بإمكانه فقط وصف العناوين، التي عكست المشاكل مع مجلس الدفاع، ومع رجال الميليشيات الشيوعية، ومع السفارة الفنلندية وطلبات الذخيرة من بلنسية.. إلخ. وفي 13 نوفمبر تمكن الجنرال بارون من احتلال سيرو غارابيتاس، وهي أعلى نقطة في منتزه كاسا دي كامبو. فقام روخو بهجوم مضاد لاستعادتها، ولكنه فشل بسبب تزامن هجومه مع هجوم عنيف للمتمردين أربك الوحدات الجمهورية. حيث تمكنت القوات المتمردة من دخول المدينة الجامعية حتى المستشفى سان كارلوس، حيث يوجد اللواء الثالث بقيادة خيسوس مارتينيز دي أراغون الذي أوقف الهجوم. وفي نفس اليوم قام كل من مياخا وروخو بتفقد الجبهة من أعلى السجن النموذجي والمشاركين في تلك المعركة. في 23 نوفمبر بعد زيارة فرانسيسكو فرانكو من ليغانيس، قرر وقف الهجوم. فتوقفت الجبهة عند المستشفى. فقرر الجنرال مياخا إيقاف الوضع الفوضوي الموجود في السجون من حبس الأشخاص وقتلهم في الشوارع. أحد أبطال المواجهة الأولى كان مانفريد زالمانوفيتش ستيرن (المعروف باسم الجنرال إميل كليبر). حيث اعترض روخو عند مياخا بما اشتهر بقضية كليبر. فأعفي كليبر من واجباته في الدفاع عن مدريد في يناير 1937.
ثم شنت القوات الفرانكوية في 29 نوفمبر 1936 هجوم آخر وبدعم قوي من الطيران سميت بمعركة طريق لاكورونيا الأولى، وقاد هذا الهجوم غارسيا إسكاميز. أثمرت مقاومة روخو بشل الهجوم وصده. ثم بدأت في 13 ديسمبر معركة طريق لاكورونيا الثانية، وأظهر هذا الهجوم مناورة معدة للغاية، أفضل من سابقتها ولكنها تباطأت بسبب الضباب، مما جعل من المستحيل استخدام كل قوتها في الطيران والمدفعية، مظهرا هوس الاستحواذ على مرتفع بوديلا حيث أظهر الجمهوريون استعدادهم الجيد للدفاع. في 14 يناير 1937 بعدما توقف القتال على طريق لاكورونيا، حاول الجنرال بوزاس أن ينصح لارجو كابييرو بضرورة إجراء التفاف مزدوج على طول خاراما ضد قوات العدو لكسر خطوط اتصالاتهم. أكد روخو أن هجوم برونيت المتزامن سيكون حيويًا نظرًا لضعف حماية المنطقة. وفي 6 فبراير بدأ جيش المتمردين هجومه على جبهة امتدت من نهر بيرالس إلى سيمبوزويلوس. استمر التقدم إلى يوم 14 الشهر، حيث الهجمات والهجمات المضادة حتى يوم 23 حيث أنهى الجنرال مياخا المعركة تاركًا الجبهة في حالة توازن.
مع ارتفاع مكانته، تم تعيينه عقيدًا في مارس 1937. وبعد تشكيل حكومة نيغرين في 20 مايو، أصبح رئيس الأركان العامة للقوات المسلحة ورئيس الأركان العامة للجيش الإسباني. أصبح مع هذا المنصب الجديد مسؤولاً عن إدارة الجيش الشعبي، وأنشأ ماسمي بجيش الإلتفاف، الذي كان بمثابة نقطة هجوم للجيش الجمهوري. وفي مارس 1937 بدأت الهجمات في الشمال وكان الهدف الأول للقوات المتمردة هو بلباو. واقترح روخو تغيير الإستراتيجية وأوصي بالهجوم وكان أحد الأهداف الأولية هو أخذ تل جارابيتاس الذي حرمت مدريد منه. وفي 10 أبريل بدأ الهجوم والتنفيذ وفقًا للمخطط ولكن القتال العنيف تسبب في العديد من الضحايا فانسحب بعض القادة (من بينهم ليستر) وفي يوم 14 علقت العملية مع مقتل 1500 جندي من الجمهوريين واحتفظت القوات الفرانكوية بمواقعها. كان الهجوم الأول لهيئة الأركان روخو فاشلاً. في 23 أبريل تم حل مجلس دفاع مدريد، وبعد ترقيته إلى العقيد، تم نقله إلى بلنسية في هيئة الأركان العامة المركزية. وفي اجتماع هيئة الأركان العامة، اقترح هجومًا يحقق أربع نقاط: تخفيف الضغط عن بلباو، والحد من تهديد طرويل وخلق تهديد على سرقسطة، ونقل العدو بعيدًا عن مانزاناريس وقطع الاتصالات في المحور الشمالي-الجنوبي عبر إكستريمادورا. لم تتحقق النقطة الأولى بسبب سقوط بلباو في 19 يونيو، وعانت البقية من التعطيل.
بتاريخ 6 يوليو 1937 انطلق هجوم برونيت بعد نيل موافقة إنداليسيو برييتو، وهو مقترح اقترحه روخو قبل عدة أشهر لتكون حركة التفاف لوقف التقدم عبر الشمال. ولكن عانى هذا التقدم من حوادث مختلفة على الرغم من تقدمه الواضح. فالتأثير المفاجئ للهجوم نجح في ايقاف حملة فرانكو ضد سانتاندر. إلا أن ظهور فيلق الكندور في السماء قد ضايق قوات روخو. مجبرا على توقف الهجوم في اليوم السابع من المعركة. بالإضافة إلى مشاكل في توريد الذخيرة ومعدل استهلاك ذخيرة المدفعية نبهت الرتب العليا في الجيش. فمدريد لم تعد هدفا عسكريا لفرانكو في ذلك الوقت. وفي 14 أغسطس أعلن روخو عن خطته للعمل العسكري السياسي التي أعلن فيها أن لديه معلومات عن وجود انقسامات في بعض المواقع الخلفية للعدو ومن الضروري استغلال ذلك السخط. وجرت محاولات أخرى من العقيد روخو من بلنسية لوقف تقدم القوات الفرانكوية إلى سانتاندر بمحاولات التفافية.

#### هجوم أراغون
بدأ فيسنتي روخو في أغسطس 1937 تقييمه بأن جبهة أراغون أضحت مثالية للتقدم. فزار المنطقة شخصيًا للتعرف على التضاريس بالقرب من قطاع ثويرا حيث كان ينوي بدء الهجوم. بعدها طلب تعاون الحكومة في إلغاء مجلس أراغون وما يسمى بالطابور الحديدي، حيث توجهت إليها معظم الميليشيات الأناركية مع بداية الانتفاضة. فصدر مرسوم في 11 أغسطس 1937 بحل مجلس أراغون، وتكليف ليستر بالفرقة 11 باحتلال أراغون وتنفيذ هذا المرسوم. وفي أغسطس أعيد تجميع القوات العسكرية من مناطق أخرى من أجل بدء الهجوم. وفي 24 أغسطس بدأ الهجوم على سرقسطة وما سميت بمعركة بيلشيت. أعطى روخو أمرًا بتقدم الوحدات نحو سرقسطة دون القلق بشأن ترك الأجنحة مكشوفة. سارت العملية وفقًا للخطة الموضوعة، ولكن مع اتخاذ الجنود مواقعهم، تباطأت الطوابير بسبب الثقة التي حققتها البداية الناجحة، فقد كان النقل عبر السهل صعبًا بسبب عدم وجود طرق جيدة في ثلاثين كيلومترًا فتوقفت الجبهة. تم أخذ بيلشيت في اليوم السابع ولكن سرقسطة كانت بعيدة. بدأ فرانكو بالتقدم إلى سانتاندر يوم 18 واستسلمت المدينة في 26 أغسطس 1937. وفي أكتوبر أنهت القوات المتمردة المقاومة الأخيرة في أستورياس وخيخون وأفيليس سقطت في 21 أكتوبر. في نهاية أكتوبر تخلى إنداليسيو بريتو عن ساحل كانتابريا وإقليم الباسك.
في 12 سبتمبر رفض روخو اعطائه وسام جائزة مدريد (أعلى وسام بالجيش الجمهوري، وهو مايعادل وسام صليب سان فرناندو). لإنه مقتنع أن هذا التكريم سيثير التعليقات والحديث. ولكن بالآخر تم منحه يوم 11 مارس 1938. ورقي إلى رتبة جنرال في أكتوبر 1937 وهو بالفعل واحد من أكثر الأفراد العسكريين المرموقين في الجمهورية. وفي 1 نوفمبر التقى بأثانيا في برشلونة وأخبره بهجوم في غضون عشرة إلى خمسة عشر يومًا. وأخبره أنه يتوقع أن يكون الهجوم على مدريد عنيف للغاية، وأنه يمنع خروج القوات، حيثما يتم تفريغ الهجوم على شمال نهر إبرو. والهدف من هذه الهجوم هو قطع الاتصالات مع كتالونيا. وأشار إلى نقص الشاحنات والذخيرة. لكن الأكثر خطورة كان جو الانهزامية الذي بدأ في الظهور في الجيش. ونصحه بالهجوم عميقا في إكستريمادورا، حتى الوصول إلى خط ألمندراليخو-صفراء-ليرينا نحو بطليوس. سمي هذا المقترح بالخطة P، وجرى لهذه الخطة تأخيرات مختلفة. فنال على موافقة نيغرين وتنفيذه سيكون بتاريخ 14 نوفمبر. ولكن صوت مجلس الوزراء ضد تلك الخطة، وهو أمر تعارض مع رغبة روخو وأثانيا (اللذان سافرا إلى مدريد لتفقد القوات المعتدية في صباح 13 نوفمبر). قصفت سفينة حربية نازية بدعم من روخو، مما أدى إلى ما سمي بحادثة دويتشلاند.
بدأت معركة طرويل يوم 15 ديسمبر بهجوم جمهوري، حيث اعتقد روخو بالبداية أنها ناجحة، فتقدموا بقوة نحو المدينة، فتسبب بتأخير هجوم المتمردين الخامس على مدريد. وذكر بعض المؤلفين أن روخو دخل طرويل في 22 ديسمبر راكبا حصانه ولم يكن معه مرافقين ولا حماية. ولكن بعد أيام من المعارك العنيفة بين الطرفين، وفي بيئة شديدة البرودة، ضعفت القوات الجمهورية أمام الهجوم. وفي 31 ديسمبر بدأ خروجهم من طرويل، وسقطت آخر معاقلهم بداية شهر يناير، وتأجلت خطة P. ولكن عاد روخو بهجوم مضاد ليستعيد طرويل بتكلفة عالية من الجمهوريين، وبدا أن استرداد طرويل قد نجح نوعا ما في منتصف يناير، إلا أن الجنرال أراندا قام بهجوم غير متوقع ومفاجئ لهم. وكان الضغط كبيرًا لدرجة أنه بدأ روخو بالتراجع شيئًا فشيئًا مع بداية فبراير. وأخيرًا انسحبت القوات الجمهورية إلى مواقعها الأولى يوم 22 فبراير. أثرت هذه العملية على فيسنتي روخو إلى حد تنازل أنه لنيغرين عن منصبه طالبا استبداله. إلا أن نيغرين لم يرفض العرض فقط بل وأشاد ببطولة روخو، وهو الأمر الذي شجعه على مواصلة القتال.
أما أكثر عمليات روخو طموحًا خلال سنة 1938 فكان هجوم إبرو، التي قادت إلى معركة إبرو الطويلة التي استمرت من 25 يوليو إلى 16 نوفمبر 1938، حيث جازفت فيها الجمهورية بمكانتها الدولية وقدرتها على المقاومة وإمكانية أن تكون قادرة على إعطاء منعطف إيجابي لمسار الحرب. وهو أول تقدم ناجح خطط له روخو فاجئ فيه القوات الفرانكوية، إلا أن الجبهة تمكنت من امتصاص التقدم ثم استقرت بعدها. وقد قصف الطيران الفرانكوي قبلها برشلونة في مارس 1938. بعد هجوم أراغون الذي فشل في إيقاف القوات الجمهورية التي يقودها الجنرال روخو، إلا أن قوات فرانكو تمكنت في 15 أبريل من الوصول إلى البحر الأبيض المتوسط وقطع ارتباط برشلونة مع مدريد وبلنسية لأول مرة، مشكلا بداية هجوم كتالونيا. أعاد روخو الخطة P مرة ثانية، ولكن خطورة الأحداث منعته من تنفيذها. فسقطت لاردة وغانديسا في بداية أبريل. فبدأت القوات المتمردة بالتوجه نحو بلنسية على طول الساحل. فسقطت كاستيون في 14 يونيو وعانت بلنسية من اشتداد القصف الجوي الفاشي حتى 30 مارس 1939 عندما سقطت المدينة. على الرغم من تنظيم القوات الجمهورية في 15 يناير 1939 إلا أن طراغونة سقطت. وفي 18 يناير وبإصرار نيغرين تحدث الجنرال روخو على الراديو لأول مرة منذ بداية الحرب. وهذا الخطاب المليء بالأمل أثار إعجاب أنطونيو ماتشادو الذي كتب له في اليوم التالي. وفي 26 يناير سقطت برشلونة وذكر روخو أن المدينة لديها نفس الموارد المادية والبشرية التي عند مدريد سنة 1936، مشيرًا إلى أن برشلونة «فقدت ببساطة بسبب عدم وجود رغبة بالمقاومة». فاقم سقوط برشلونة من هروب السكان نحو حدود البرانس مع فرنسا. على الرغم من نصح الجنرال روخو لنيغرين بأن الحرب انتهت، إلا أن نيغرين قرر بأن الاستقالة ستكون حسب نتيجة الصراع بين من يريد الاستمرار وأولئك الذين استسلموا.
انتشر الجيش الجمهوري بعد سقوط برشلونة أمام نهر تورديرا يوم 1 فبراير لتغطية مناطق فيتش ولا سيو دي أورغل. تم تكليف الجنرال سارافيا الذي أمر بعزل مجلس روخو من المهمة. كان الشيء الوحيد الذي يهم روخو هو أن يعبر الجيش الجمهوري الحدود إلى فرنسا بطريقة منظمة. وفي 9 فبراير وصلت قوات فرانكو إلى حدود لا بيرتوس، وقد استكمل الجيش الجمهوري عبوره الحدود الإسبانية. وكان الجنرال روخو هو آخر من عبر إلى الجانب الفرنسي. قامت السلطات الفرنسية بنزع سلاح الجنود، وأجبرت أولئك الذين ليس لديهم هويات بالبقاء في معسكرات الاعتقال.

### فترة النفي
بعد سقوط كاتالونيا في فبراير 1939 انتقل روخو إلى فرنسا إلى بلدة فيرنت ليه باين الصغيرة حيث إلتم شمله مع عائلته: تيريزا زوجته التي ولدت أصغر بناته في 29 سبتمبر 1938، وكان معه خوان نيجرين، وقد أظهر روخو في ذلك الوقت صداقته معه. كانت الأسرة مكتملة، باستثناء أحد الأبناء الذين كانوا في منطقة التمرد منذ بداية الحرب. سرعان ما تأكد روخو من محنة اللاجئين الإسبان في المنطقة الفرنسية الموجودين في معسكرات الاعتقال. أثار هذا الوضع غضب روخو، الذي حاول في رسائل «قاطعة» إلى نيجرين تطالبه بإيجاد حل لهم.

#### في الأرجنتين
بعد ذلك قرر روخو مغادرة فرنسا مع عائلته الانتقال إلى بوينس آيرس (الأرجنتين). في 11 أغسطس 1939 غادر إلى مدينة بوينس آيرس على متن سفينة، وكان معه بالرحلة خوسيه أورتيجا إي جاسيت. كانت النية الأولية هي قبول الرحلة على أنها مؤقتة، لكن ازداد الوضع السياسي في أوروبا سوءًا. وكانت الحكومة الأرجنتينية مترددة في الترحيب بالإسبان من النزاع وأجبرتهم على البحث عن عمل. سمحت بداية الحرب العالمية الثانية لفيسينتي روخو بإمكانية عرض آرائه العسكرية في كريتيكا (صحيفة أسسها رجل الأعمال ناتاليو بوتانا). في تلك الصحيفة استمر فيسنتي روخو في كتابة أكثر من خمسمئة مقال، غطت جميعها التاريخ والأفكار حول المعارك والهجوم والتحالفات إلخ. بدأ العمل في 4 سبتمبر 1939 وانتهى في 22 يناير 1943. وفي نهاية 1939 نشر كتاب «تنبيه الشعوب!» وهي دراسة سياسية عسكرية عن الفترة الأخيرة من الحرب الأهلية، وتلقى مديح النقاد له.
طور روخو خلال هذه الفترة نشاط مؤتمر سمح له بالسفر في جميع أنحاء البلاد. كانت تلك المؤتمرات مصدر دخل مهم لعائلته. وتحدث فيها عن الحرب الأهلية وإنشاء الجيش الشعبي، والصراعات المسلحة التي ظهرت في ظل الحرب العالمية الثانية، وما إلى ذلك. وفي أغسطس 1941 تلقت عائلة روخو أخبار قبول تأشيرة الابن فرانسيسكو للقدوم إلى الأرجنتين ومعه عائلته بأكملها. في 1 أبريل 1941 أنشأ فيسنتي روخو مجلة تدعى Pensamiento Español (الفكر الإسباني)، ويهدف هذا المشروع التحريري إلى جعل آراء الجمهوريين في المنفى واضحة، وكذلك محاولة المصالحة بين الإسبان. دعم تلك المهمة السياسي الكتالوني مانويل سيرا والجاليكي رامون ري بالتار. كتب العديد من الكتاب المنفيين الإسبان في المجلة. خلال هذه الفترة أصدر كتابه España heroica (إسبانيا البطلة). أحد من أكثر حوادث روخو مرارة هي عندما وصل إلى بوينس آيرس صديقه والمتعاون معه في المجموعة الببليوغرافية العسكرية إميليو ألامان رافضا استقباله. على الرغم من ذلك فقد ألقى نيغرين في لندن خطابًا سنة 1942 أشاد فيه بالموقف البطولي لرئيس هيئة الأركان العامة دون أن يدخر أي ثناء.

#### في بوليفيا
في عام 1942 عرضت عليه الحكومة البوليفية إمكانية تنظيم وإدارة ملف التاريخ العسكري وفن الحرب في مدرسة الأركان العامة (مدرسة القيادة والأركان العامة)، وهي مهمة قام بها سنوات 1943-1945. واستقر مع عائلته في كوتشابامبا وبدأ بتعليم ضباط الجيش البوليفي في 1943. وانعكس الإعجاب الذي تركته بوليفيا في عمل نشره سنة 1965 بعنوان كامينار، يصف في هذا الكتاب الطرق التي سافر عبرها في هذا البلد. وكانت مدة العقد الذي وقعه مع الجنرال بيناراندا هي خمس سنوات مبدئيًا، ثم تم تمديده. غالبًا ماكان روخو موجودا عند حضور كبار الزوار إلى الجيش في كوتشابامبا (أحدهم الشاعر الزامورانو ليون فيليبي).
الشيء الغريب هو أنه خلال تلك الفترة كان روخو بعيدًا عن عدم الاستقرار السياسي في بوليفيا. فلم يذكر في كتاباته حتى أحداث 1952 [الإسبانية] في بوليفيا. وقد بدأ بعض أبنائه بالاستقرار فيها. وعلم روخو وهو في بوليفيا من اتفاقيات مدريد التي بدأت فيها إسبانيا علاقاتها مع الولايات المتحدة، فأعلن رفضه ذلك علانية. في تلك السنة 1952 كانت إحدى بنات روخو تدرس في مدريد، وهو أمر غريب. إلا أن في العام التالي، أي 1953 كانت زوجته تيريزا تعبر المحيط إلى إسبانيا لرؤية عائلتها. وعادت مرة أخرى سنة 1954 في جنازة والدتها. تلك الرحلات العائلية جعلت روخو يفكر في إمكانية العودة إلى وطنه. فطلب في 31 أكتوبر 1954 من السفير الإسباني في لاباز أن يعود بلاده، بحجة مرضه الذي بسببه توقف عن القيام بالتدريس سنة 1955. وبدأت ترتيبات عودته مع عائلته بمساعدة أحد أبنائه. وفي يناير 1956 قام بتسريع إجراءات عودته، وهي اجراءات كانت طويلة، مما أثار ارتياب حكومة الجمهورية في المنفى. وفي بداية 1957 بعد مقابلة مع أغوستين مونيوث غراندس، بدأ أحد مبعوثيه في تخليص الأوراق للمرة الأولى. ثم بدأت مراسيم الوداع: فمنحته بوليفيا الأوسمة والنياشين. وفي مارس 1957 غادرت عائلة روخو من كوتشابامبا إلى بوينس آيرس بالقطار.

### العودة إلى إسبانيا
في فبراير 1957 عاد إلى إسبانيا بفضل جهود اليسوعي الذي قابله أثناء إقامته في بوليفيا وأيده أيضًا أسقف كوتشابامبا، وهو عسكري سابق كان يعمل تحت قيادته. وصل برشلونة أولا ثم توجه إلى مدريد. بمجرد وصوله فتحوا له ملفًا إعلاميًا، وأبلغوه بأنه إجراء روتيني مع جميع القادمين من المنفى. ثم نقل روخو إلى ساغونتو وهناك علم أن الملف الإعلامي ارتقى إلى قضية جنائية. وفي 16 يوليو 1957 أبلغته المحكمة الخاصة لقمع الماسونية والشيوعية أنه سيُحاكم على جريمة التمرد العسكري، لمنصبه السابق - قائد الجيش. وهذا هو العرف المعتاد للضباط العسكريين المحترفين الذين لم ينضموا إلى المتمردين في 1936. يبدو أن عودته من المنفى لم تعجب قطاعات عسكرية معينة، ومنهم فرانكو نفسه الذي كتب بخط يده في ملفه «إنكار الخبز والملح» (الخبز والملح يعتبر تحية). وفي 18 يناير 1958 تلقى حكمًا بالسجن مدى الحياة والحظر المدني وعدم الأهلية المطلقة. ورافق الحكم العفو عن عقوبة السجن مدى الحياة، ولكن بقي الحظر المدني وعدم الأهلية المطلقة. ومع ذلك قدر فرانكو فيسنتي روخو تقديرا كبيرًا لدرجة أنه منحه المعاش الذي يستحقه الفريق في الجيش الإسباني بعد عودته إلى إسبانيا. قال عدد من الضباط القوميين علانية أنه لو سُمح لروخو بالقيام بعمليات دون تدخل الضباط السوفييت، لكانت نتيجة الحرب مختلفة.
توفي فيسنتي روخو في منزله في مدريد في 15 يونيو 1966. لم يظهر النعي في الصحافة الإسبانية، عدا صحيفة El Alcázar ، - لسان حال المقاتلين الفرانكويين السابقين - والآخر من قبل الكاتب الفلانخي المشهور رافاييل غارسيا سيرانو في الصحافة الحزبية، حيث أشاد بإنجازاته العسكرية.